# Baia di Collier (Australia)
La baia di Collier (in inglese Collier Bay) è un'insenatura situata nell'Oceano Indiano, sulla costa del Kimberley, nel nord-ovest dell'Australia Occidentale.

## Descrizione
La baia è profonda circa 100 chilometri (62 miglia) (da est a ovest) e larga 65 chilometri (40 miglia) (da nord a sud). È delimitata a sud dalla penisola di Yampi, dalla scogliera di Montgomery e dall'isola Koolan nella sua estensione occidentale, con il Camden Sound Marine Park dall'altra parte.

### Isole
Le isole Kingfisher, l'isola Traverse, l'isola Fletcher e una serie di altre piccole isole si trovano all'interno della baia.

### Fiumi
L'acqua dolce scorre nella baia tramite la baia di Secure e l'insenatura di Walcott, che porta l'acqua dolce nella baia attraverso i suoi immissari, i fiumi Charnley, Calder e Isdell tramite il canale di Yule.